# Lamar Bailey Karamañites
Lamar Iposa Bailey Karamañites es un cineasta, educadora y activista panameño del movimiento social afropanameño. Es conocida por su película Miss Panamá (2021).

## Carrera
Se graduó de Baruch College (CUNY) con una licenciatura en Marketing y actualmente realiza una Maestría en desarrollo y cooperación en la Universidad Politécnica de Valencia a, en Valencia, España.Mientras vivía en Valencia, España, participó en la creación de la organización Uhuru, que es una organización que lucha contra el racismo contra los negros y crea una comunidad de personas negras, africanas, afrodescendientes y afroeuropeas de todas las edades y orígenes.Fue miembro de la Red de Jóvenes Afropanameños y actualmente es integrante de Voces de Mujeres Afrodescendientes en Panamá (VOMAP) y del Foro Afropanameño. Además, participó en un programa de radio semanal para promover la plena inclusión de los afropanameños en la narrativa nacional panameña de identidad destacando los logros de la juventud afropanameña. Ha trabajado como docente durante 5 años en la Ciudad de Panamá, enseñando Inglés, Historia y Geografía Humana con enfoque en Derechos Humanos utilizando la Metodología de Inteligencias Múltiples y un enfoque de enseñanza inclusivo.Es hija de Gloria Karamañites, quien se convirtió en la primera mujer negra en ser nombrada Miss Panamá en 1980.